# Wishmaster 2
Série
Wishmaster
(1997) Wishmaster 3
(2001)
Pour plus de détails, voir Fiche technique et Distribution.
Wishmaster 2 ou Le Maître du Cauchemar 2 : Les Forces du Mal au Québec (Wishmaster 2: Evil Never Dies) est un film américain réalisé par Jack Sholder, sorti en DTV en 1999. Il fait suite au film Wishmaster.

## Synopsis
Lors du cambriolage d'une galerie d'art, Eric et Morgana libèrent malencontreusement le djinn. Morgana parvient à s'enfuir mais se trouve mentalement connectée au djinn, ce qui fait qu'elle est consciente de ses crimes. Elle va alors faire appel à Gregory, un prêtre, afin de trouver un moyen de l'arrêter.

## Fiche technique
- Titre original : Wishmaster 2: Evil Never Dies
- Titre français : Wishmaster 2
- Titre québécois : Le Maître du Cauchemar 2 : Les Forces du Mal
- Réalisation : Jack Sholder
- Scénario : Jack Sholder
- Musique : David Williams
- Photographie : Carlos González
- Montage : Michael Schweitzer
- Production : Tony Amatullo
- Société de production et de distribution : Artisan Entertainment
- Pays :  États-Unis
- Langue : Anglais
- Format : Couleur - Dolby Digital - 35 mm - 1.85:1
- Genre : Fantastique , Horreur
- Durée : 96 minutes
- Dates de sortie : 
  -  États-Unis : 12 mars 1999
  -  France : 7 juillet 1999
- Interdit aux moins de 12 ans

## Distribution
- Andrew Divoff (VF : Richard Darbois ; VQ : Jean-Marie Moncelet) : Le Djinn / Nathaniel Demerest
- Holly Fields (VF : Déborah Perret ; VQ : Sophie Léger) : Morgana
- Paul Johansson (VF : Gabriel Le Doze ; VQ : Pierre Auger) : Gregory
- Oleg Vidov (VF : Igor De Savitch ; VQ : Luis de Cespedes) : Osip Krioutchkov
- Tommy 'Tiny' Lister (VF : Benoît Allemane ; VQ : Bernard Fortin) : Tillaver
- Bokeem Woodbine (VF : Lionel Henry ; VQ : Daniel Lesourd) : Farralon
- Robert Lasardo (VF : Emmanuel Karsen ; VQ : Manuel Tadros) : Gries
- Carlos Leon (VF : Maurice Decoster) : Webber
- Rhino Michaels (VF : Patrick Messe ; VQ : Yves Corbeil) : Butz
- Chris Weber (VQ : François L'Écuyer) : Eric
- Vyto Ruginis (VQ : Jean-René Ouellet) : Hosticka
- Levani (VF : Régis Ivanov ; VQ : Jean-Luc Montminy) : Pushkin

## Liste des vœux
- 1er : Le 1er vœu du film se passe dans le lieu du cambriolage. Eric, l'un des voleurs de tableaux, demande au djinn de ne jamais avoir vu le jour. Celui-ci va alors rajeunir à une vitesse phénoménale jusqu'à ce qu'il devienne bébé, puis jusqu'à ce qu'il disparaisse définitivement.
- 2e : Celui-ci n'est pas totalement sous la forme d'un vœu. Un policier arrivant vers le djinn venant de tuer Eric, lui dit " Fais encore un pas et je te refroidis " (sous entendu "que je te tue"). Le djinn va alors le refroidir jusqu'à ce qu'il puisse plus bouger du tout. Son explication au fait que le policier soit un glaçon fut "qu'il avait envie de fraîcheur".
- 3e : La scène se passe en garde à vue. Il y a quatre prisonniers dans la pièce, dont le djinn. Un des autres prisonniers, qui commence à s'énerver, demande tout d'abord au djinn de lui donner ses chaussures. Le djinn lui propose quelque chose de plus intéressant, il lui dit "Tu es un mec tout puissant toi, mais tu gaspilles ton pouvoir, tu as la possibilité d'avoir n'importe quoi sur cette Terre et c'est ça ton choix ? Tu as juste envie d'une paire de chaussures ?". L'autre se rend compte que c'est un génie sous le ton de la plaisanterie, et lui demande cette fois-ci, qu'il puisse passer à travers les barreaux de cette cellule et qu'il puisse se retrouver dehors. Le djinn s'exécute, et l'homme sera forcé de passer à travers ces barreaux en souffrant atrocement, tous ses membres seront écrasés, bouillis, pressés pour passer entre ces deux barres.
- 4e : L'un des prisonniers souhaite que son avocat paye sa caution pour être libéré, le djinn va alors faire en sorte que son rêve devienne réalité. Mais, au moment où l'avocat donne au prisonnier son droit de liberté, il se fait plier les jambes et se fait couper en 2 (mais la scène où l'avocat se fait couper en 2 n'est pas visible).
- 5e : Le gros dur de la prison souhaite que le djinn lui donne "une part du contrat", à savoir de la drogue. Le djinn manipule alors les complices du gros dur après qu'ils ont un reçu un soufflet et vont le castagner jusqu'à ce qu'il soit mort.
- 6e : Le chef de la prison veut danser avec le djinn (à savoir : lui faire apprendre "les bonnes manières"), le chef de la prison se retrouve en enfer et se fait posséder par le djinn. Dans la réalité, il est retrouvé par un autre vigile avec la peau du visage arrachée.
- 7e : "L'ami" du djinn souhaite sortir de prison, le djinn exauce son souhait en lui ouvrant la porte de l'entrée de la prison et en échange de son âme, il devient son disciple.
- 8e : "L'ami" du djinn présente le djinn à la mafia russe. Souhaitant devenir le "big boss" de la mafia il va convaincre le chef de faire un vœu auprès du djinn. Le chef de la mafia demande à avoir la tête d'un ancien rival, sous-entendant qu'il soit décapité. Le djinn modifie le visage du chef de la mafia pour qu'il corresponde à l'ennemi en question. Faisant de l'ami du djinn le numéro 1 de la mafia russe, appuyé par la réputation d'avoir le diable comme partenaire.
- 9e : Des clients dans un casino souhaitent avoir une chance de gagner, le problème c'est qu'ils sont plus de 1000, mais le djinn exauce leurs souhaits et tous gagnent à tous les jeux du casino. Malheureusement, certains des clients se font absorber leur énergie vitale, ce qui permet au djinn d'exaucer la prophétie.
- 10e : Lorsque Grégory se retrouve crucifié avec les habits du Christ sur lui, Morgana souhaite qu'il soit libéré, le djinn exauce le souhait de Morgana et Grégory est libéré mais dans sa libération, il perd beaucoup de sang et meurt dans les bras de Morgana.